# David Richardson (Historiker)
David Richardson (* 6. Januar 1946; † 26. Juli 2023) war ein britischer Wirtschaftshistoriker und Professor der University of Hull am Wilberforce Institute for the Study of Slavery and Emancipation. Seine Themen waren die Sklaverei und der Sklavenhandel.
Richardson studierte an der Universität Manchester von 1964 bis 1969 Wirtschaftsgeschichte. Er wurde 1969 an die University of Hull berufen und war dort 2006 als einer von drei Direktoren Mitbegründer des Wilberforce Institute. Er war Berater für das Electronic Slave Trade Database Project an der Rice University in Houston.

## Schriften
- mit David Eltis: Atlas of the Transatlantic Slave Trade, Yale UP 2010, ISBN 978-0-300-12460-6.
- (Mithrsg.): Liverpool and Transatlantic Slavery, Liverpool UP, 2008, ISBN 978-1-84631-066-9.
- Routes to Slavery: Direction, Ethnicity, and Mortality in the Transatlantic Slave Trade. Frank Cass, London 1997, ISBN 0-7146-4820-5.
- Abolition and its aftermath : the historical context, 1790–1916. Frank Cass, London 1985, repr. 2005, ISBN 978-0-7146-3261-2.